# Crêpière (ustensile de cuisine)
Pour les articles homonymes, voir Crêpière.

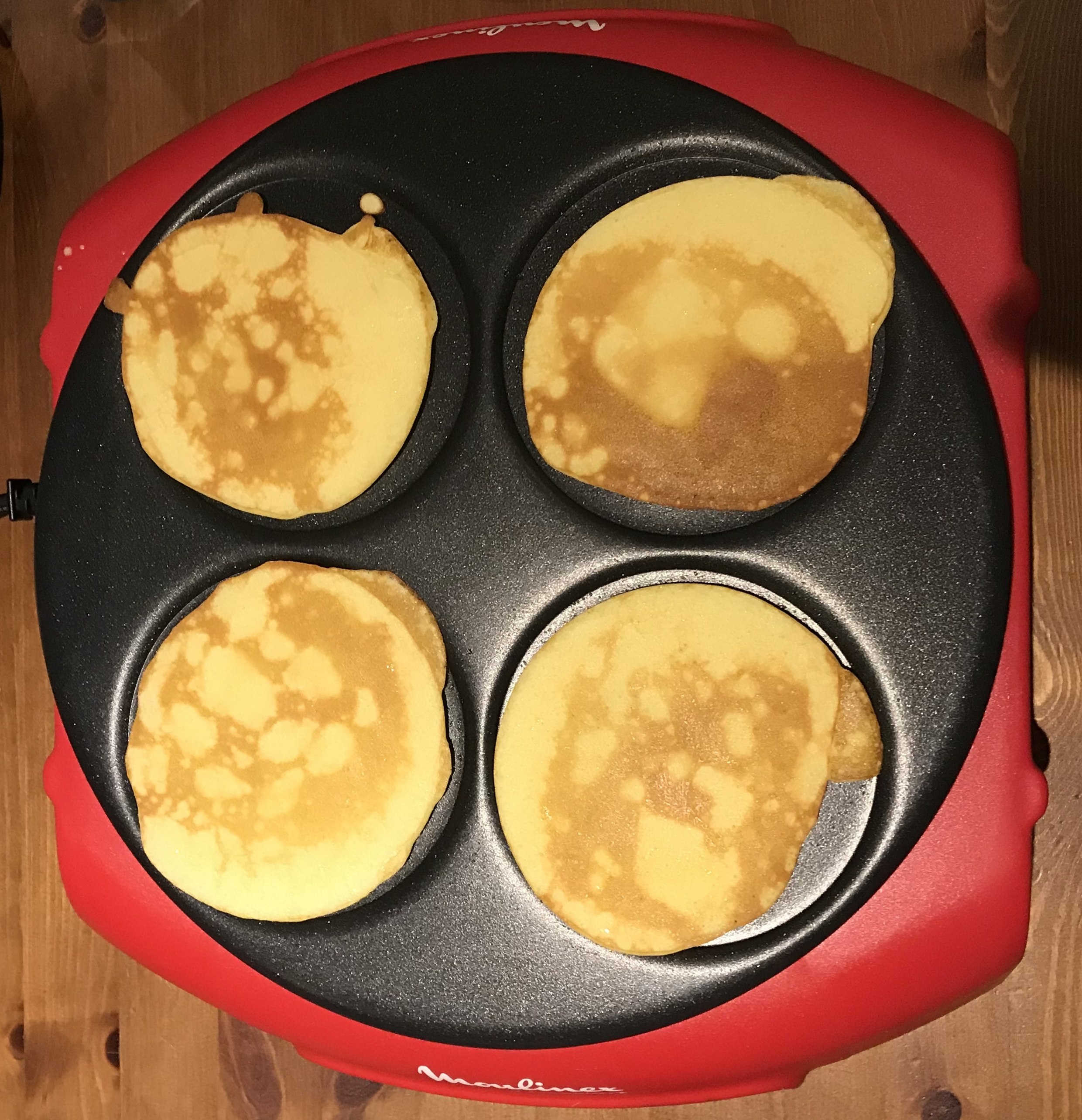
Une crêpière électrique

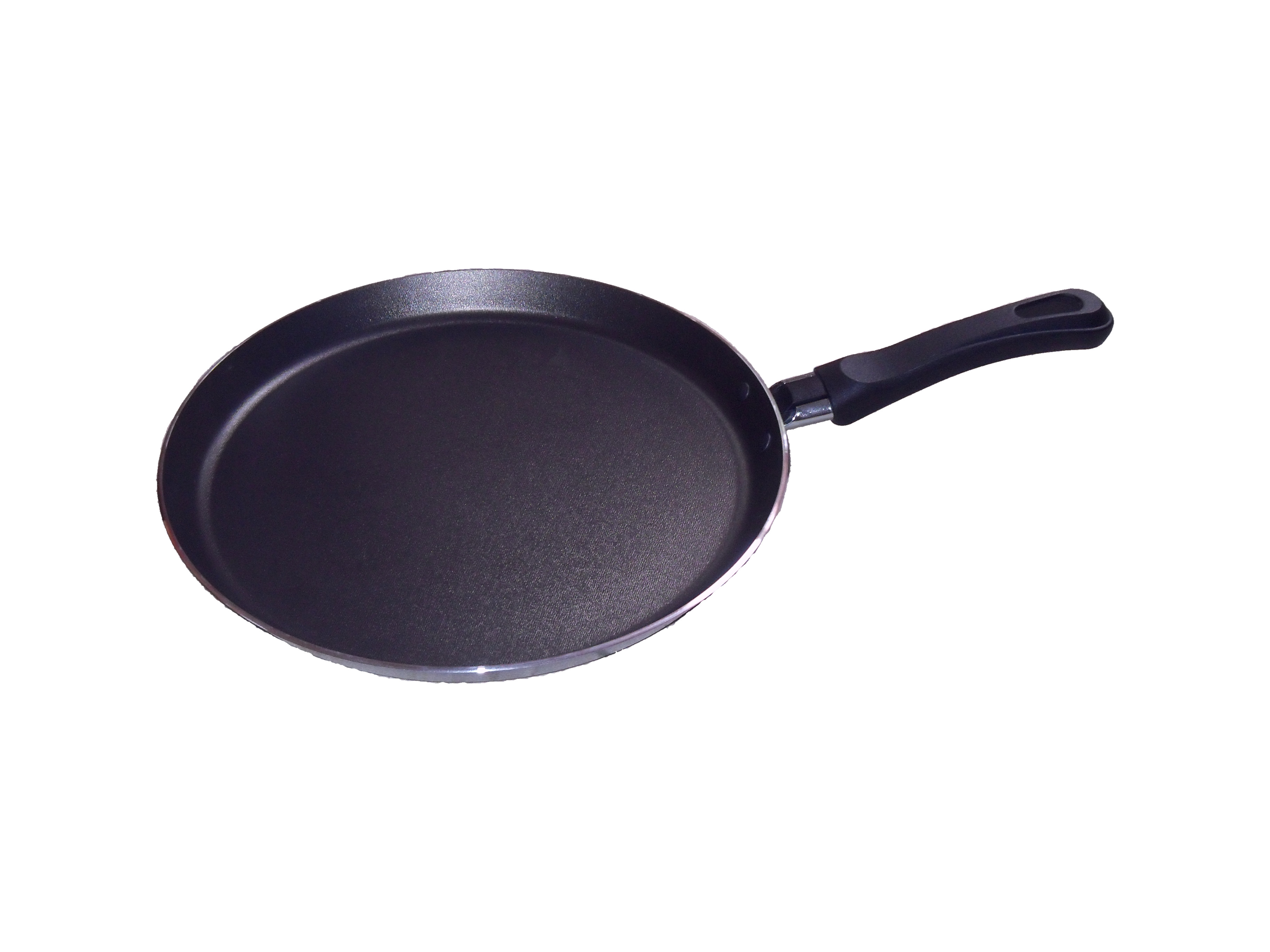
Une crêpière

Une crêpière, ou poêle à crêpes, est un ustensile de cuisine destiné à la cuisson des crêpes. 
Il s'agit d'une variété de poêle ronde et à fond plat avec un bord de faible hauteur en rapport avec la minceur du contenant.
Le nom crêpière est parfois utilisé pour désigner un billig, plaque en fonte destinée à cuire les crêpes en Bretagne